# Révolte des chaperons blancs

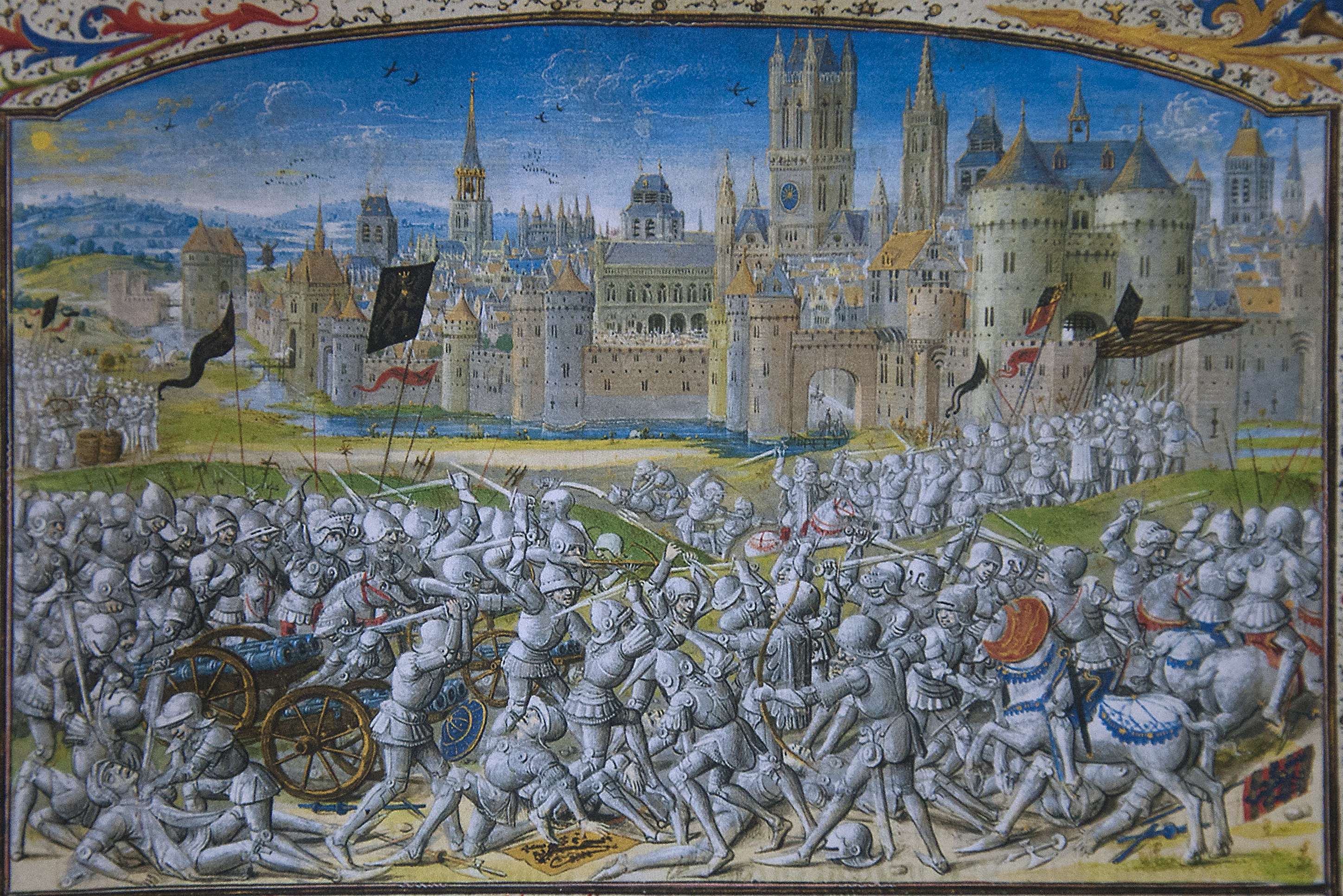
Bataille de Beverhoutsveld, à Bruges. Les Chroniques de Froissart.

La révolte des chaperons blancs ou révolte des tisserands gantois éclate le 5 septembre 1379 à Gand, contre le comte de Flandre Louis de Maele. Elle atteint Bruges et Ypres puis se répand à travers toute la Flandre. Une trêve est signée avec le comte fin novembre 1379 mais le conflit reprend en février 1380. Philippe van Artevelde prend la tête de la révolte en 1382. Finalement, le roi de France Charles VI écrase la révolte le 27 novembre 1382 à la bataille de Roosebeke, lors de laquelle Philippe van Artevelde est tué.

## Contexte
Au milieu du XIVe siècle, en Flandre, où l'industrie est prodigieusement active, l'organisation de la société est en pleine mutation. En effet, la bourgeoisie est riche, les libertés communales sont délicates, un prolétariat de tisserands devient de plus en plus agité et toutes les classes flamandes supportent avec une impatience croissante le pouvoir féodal et vieilli que l'arrogant comte Louis de Maele personnifie. Gand, Bruges et Ypres sont les cités les plus prospères et les plus ardentes à se délivrer de sa tutelle emprisonnante.
Déjà sous le règne du roi de France Philippe VI, une rébellion communale a failli réussir et faire de la Flandre une république marchande sur le modèle des grandes républiques maritimes de l'Italie. Jacob van Artevelde était le chef de ce soulèvement et seule sa mort, survenue en 1345, a amené une relative accalmie. Mais un nouvel accès fébrile se déclare en Flandre à la fin des années 1370 : une ligue que Louis de Maele a vainement essayé de dissoudre, celle des chaperons blancs, développe des idées subversives et multiplie les occasions de conflit avec le pouvoir seigneurial. Cette agitation flamande se trouve alors en conjonction avec un mouvement qui s'étend à toute l'Occident au cours du XIVe siècle mais dont la majeure partie va se jouer en Flandre.

## La révolte

### Le début du soulèvement gantois
Un incident survenu en 1375 est à l'origine de la crise : l'autorisation donnée par le comte aux Brugeois d'ouvrir un canal destiné à relier la Lys au port de Bruges, détournant le trafic de la rivière et ce, au détriment des Gantois. La démocratie gantoise se dresse en armes. Ypres prend alors fait et cause pour les Gantois. Même Bruges, où les tisserands mettent soudainement la main sur le pouvoir en dépossédant le haut négoce et la noblesse bourgeoise, vient se ranger dans leur camp. Ces trois cités flamandes importantes s'unissent contre Louis de Maele. L'armée des métiers se soulève et se met en campagne. De gré ou de force, l'essentiel du comté rallie l'insurrection. 
Louis de Maele, pris de court, cède : il confirme toutes les franchises et consent à la constitution d'une commission de 26 membres (9 de Gand, 8 de Bruges et 9 d'Ypres) pour enquêter sur les abus dont le commun se plaint. Le comte pense ainsi gagner du temps et que les rivalités entre les trois villes feront imploser la révolte. Effectivement, le haut lignage reprend le contrôle de la situation à Bruges et le parti des tisserands doit s'incliner. Toutefois, à Gand, le mécontentement persiste et les ouvriers demeurent les maîtres de la ville, rompant avec la politique de conciliation. Entre-temps, le comte marche sur Ypres et la prend. Il fait exiler les meneurs dont Philippe van Artevelde. Puis il part mettre le siège devant Gand, seule à être de taille à tenir le comte en échec. La ville ne se contente pas de se défendre, mais  attaque l'armée comtale. Les tensions s'accroissent et la lutte devient atroce, caractérisée notamment par le massacre de prisonniers. Deux fois levé, le blocus de Gand reprend une troisième fois.

### L'insurrection de Philippe van Artevelde
Les Gantois mettent alors à leur tête le brasseur Philippe van Artevelde, qui s'essaie à renouveler les exploits de son père Jacob, le grand tribun du temps de Philippe VI. À la fois orateur et manœuvrier, il galvanise ses partisans. Avec une audace consternante, il marche sur l'armée comtale qui est appuyée des miliciens de Bruges et, grâce à un coup de surprise, remporte une victoire totale et éclatante. Pendant que le comte fuit vers Lille, les chaperons blancs deviennent les maîtres de Bruges et le font bien voir par le massacre de riches marchands hostiles aux ouvriers et le pillage de leurs demeures, rançon immédiate du prolétariat. Le château natal du comte est saccagé. Jamais la démocratie flamande ne s'est alors vue en si belle posture. 
Dans sa détresse, Louis de Maele ne voit de recours qu'en son suzerain, le roi de France Charles VI, et tente d’appeler la papauté à sa rescousse. Toutes ces menaces accumulées n'effraient pas Philippe van Artevelde. Barrant l'isthme entre la Lys et la mer et coupant les ponts, le commandant des chaperons blancs prétend interdire au souverain et aux seigneurs l'accès du territoire où il plastronne en maître. Artevelde s'autoproclame « régent de Flandre » et utilise à sa table la vaisselle comtale dont il s'est emparé. Par ailleurs, il fonde de grands espoirs sur l'aide de l'Angleterre qui convoite le trône de France et l'héritage de la Bourgogne.

### L'intervention du roi de France et la fin de la rébellion
En octobre 1382, une compagnie de troupes au service du comte tente une première offensive, mais se trouve encerclée et massacrée. Ce succès met le comble à la confiance d'Artevelde et à l'enthousiasme des chaperons blancs. Le connétable Olivier de Clisson et le maréchal Louis de Sancerre sentent que la partie engagée est grave. Du côté flamand, les troupes sont commandées par le capitaine gantois Pierre Dubois, celui-là même qui a incité Artevelde à prendre la tête de la rébellion, mais celui-ci est blessé dès le début de l'attaque. En novembre, Artevelde attaque Audenarde, ville fidèle au comte pendant que les troupes franco-bourguignonnes visent Ypres. 
Enivré par ses victoires, Philippe van Artevelde choisit de prendre les devants en espérant remporter une nouvelle victoire afin que la république des métiers de Flandre soit fondée sur des bases indestructibles. Les deux armées se rencontrent 27 novembre 1382 lors de la bataille de Roosebeke, livrée entre Ypres et Courtrai. Deux conceptions radicalement différentes de l'état flamand se font alors face à Roosebeke et le sort de la société du XIVe siècle s'y joue, mais Artevelde, qui a négligé de se garder sur les flancs, voit ses troupes entourées et les plus braves ne peuvent que se faire tuer sur place. Parmi les morts figure Artevelde. La Flandre reste ainsi à la merci des vainqueurs.

## Conséquences
Seul Gand résiste encore aux pressions accrues de Louis de Maele. Son capitaine, l'intraitable Pierre Dubois, ne veut entendre parler de paix que si la ville est placée sous la suzeraineté directe du roi de France, ce qui ne satisfait pas le comte de Flandre. Par ailleurs, Paris doit supporter le contrecoup de la défaite des chaperons blancs, car les Parisiens et les Flamands ont des intérêts liés. En Flandre, la répression du comte est sanglante, les supplices sont nombreux et la prévôté des marchands est finalement abolie.

## L'épopée des chaperons blancs
Nous donnons ici l'histoire de ces chaperons blancs parue dans la Revue de Bruxelles :
« Il était aisé de prévoir que toute réconciliation était désormais impossible entre le prince et le chef de la révolte. Le nombre des Chaperons-Blancs grossissait à mesure que le Comte retardait ses moyens de répression. À Gand les gildes guerrières adoptèrent le chaperon blanc comme un signe distinctif, et ces cohortes turbulentes se livrèrent à tous les excès qui marquaient les continuelles guerres civiles du Moyen Âge. Sous le règne de Louis de Male ils devinrent aussi nombreux que redoutables, et eurent pour chefs Jean Hyoens, ancien doyen des bateliers gantois, puis Jean Bruneel, Pierre van den Bossche, Rase van Herseele, Jean de Launay, Pierre Dewinter. En 1379 ils pillèrent et incendièrent le beau château comtal de Wondelghem, ainsi que d'autres manoirs féodaux, et ils s'emparèrent même de la ville de Gand, après avoir défait et tué le haut-bailli Wouter van Outrive, qui avait voulu les soumettre ou les anéantir. Lors de leurs révoltes, on voyait les chaperons blancs surgir de toutes parts, et souvent au nombre de plusieurs milliers, gens des divers corps de métiers de Gand. En 1379 dix mille chaperons blancs se portèrent à Bruges et à Damme ; la même année douze mille firent une excursion à Courtrai, et en 1380 cinq mille hommes de cette piétaille plébéenne s'emparèrent d'Audenarde. Partout la dévastation, le pillage et le meurtre marquaient leur fatal passage. Malgré les tentatives faites pour les dissoudre, les chaperons blancs existèrent jusqu'à la fin du XVe siècle. Ils furent abolis définitivement par le traité de paix de Cadsand, conclu à l'Écluse entre les Gantois et l'empereur Maximilien, le 29 juillet 1492. Les chaperons blancs sont complètement armés de mailles, et le chef porte de plus des brassards, cuissards et jambars en fer battu. Ils ont la surcotte de drap blanc, comme le chaperon, et sur la poitrine, le dos et les épaules la tête du lion de Flandre : de sable et lampassée de gueules. Leurs goedendags sont terminés par une boule de fer garnie de pointes d'acier et surmontée d'un fer de lance triangulaire. Arme terrible, en même temps masse-d'armes et hallebarde, sa pointe acérée allait blesser à mort l'ennemi dont un coup de massue avait brisé l'armure. Dans le combat les goedendags se plaçaient au front de bataille, les épées, les haches et les coutelas au deuxième rang, les gens de traits, archers et arbalétriers, à l'arrière. »

## Sources
- Histoire de France, par Henri Martin publié par Furne, 1855